# Sala dell'Organo di Leopoli
La Sala dell'Organo di Leopoli è una sala da concerto situata all'interno della Chiesa di Santa Maria Maddalena nella città di Leopoli, costruita nel XVII secolo. È sede di uno degli organi più grandi dell'Ucraina e ospita concerti di musica d'organo, sinfonica e da camera. Ha una superficie di circa 800 m2 e può ospitare fino a 350 persone. Ogni mese vengono eseguiti circa una trentina di spettacoli ogni mese.

## Storia

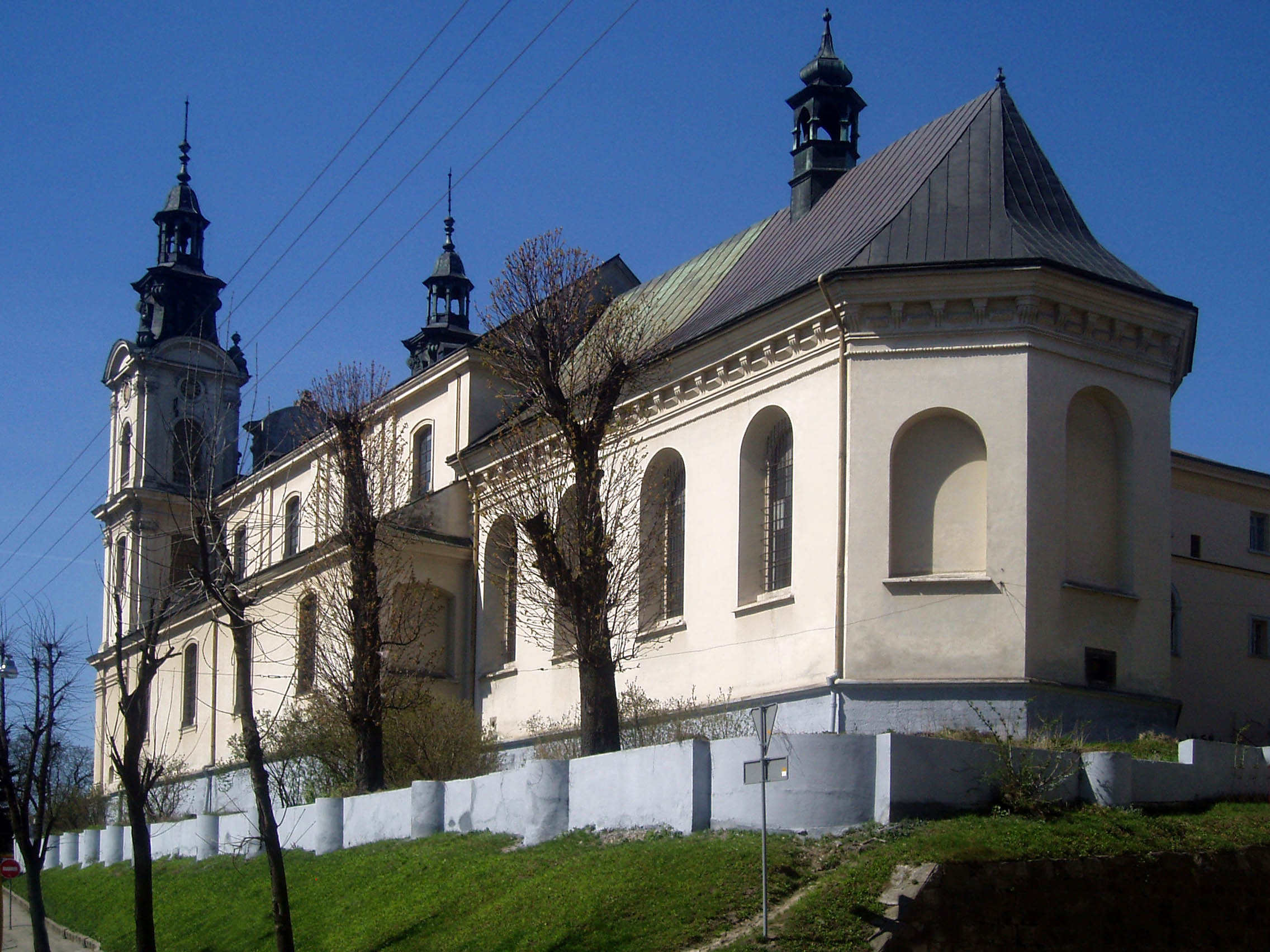
Vista della porzione della Chiesa di Santa Maria Maddalena in cui è contenuta la Sala

La sala si trova all'interno delle antiche mura della chiesa cattolica romana di Santa Maria Maddalena. Dal 1753 al 1758 l'architetto Martin Urbank si mise a ristrutturare la torre centrale. In seguito Sebastian Fesinger aggiunse una facciata decorativa raffigurante i santi Domenico e Giacinto. Verso la fine del XVIII secolo, le autorità austriache avevano definitivamente chiuso l'edificio. Successivamente sarebbe stato trasferito in un carcere femminile fino al 1922.
L'organo in stile Rieger-Kloss installato all'interno della sala da concerto fu commissionato da Gebrüder Rieger nel 1932 e fu installato nel 1933. Durante il periodo sovietico, la sala da concerto serviva a una varietà di scopi, tra cui una palestra e una sala da ballo. Fino agli anni '60, lo spazio era di proprietà dell'Istituto Politecnico, ma è stato riadattato dal Conservatorio di Leopoli in sala da organo, scopo che conserva ancora oggi.
Come organizzazione ufficiale di concerti, la Sala dell'Organo e della musica da camera di Leopoli è stata fondata nel 1988.

## Organo
L'organo è composto da 77 registri, di cui 5 di trasmissione. Ha quattro manuali ciascuno con un solo pedale. Tutti i primi, secondi e terzi manuali sono collocati sulla balconata del coro su un'apposita piattaforma in cemento armato, mentre il quarto manuale è stato collocato sopra la sacrestia. Ci sono due mensole: una nella balconata del coro e una nel presbiterio.
Nel 1969 l'organo è stato parzialmente ristrutturato e riorganizzato da Gebrüder Rieger. In primo luogo, la console principale fu sostituita con una versione a tre manuali e venne situata su un palco. Inoltre, le canne dell'organo furono restaurate e furono sostituite le membrane nei canali dei toni e nelle camere dei relè.

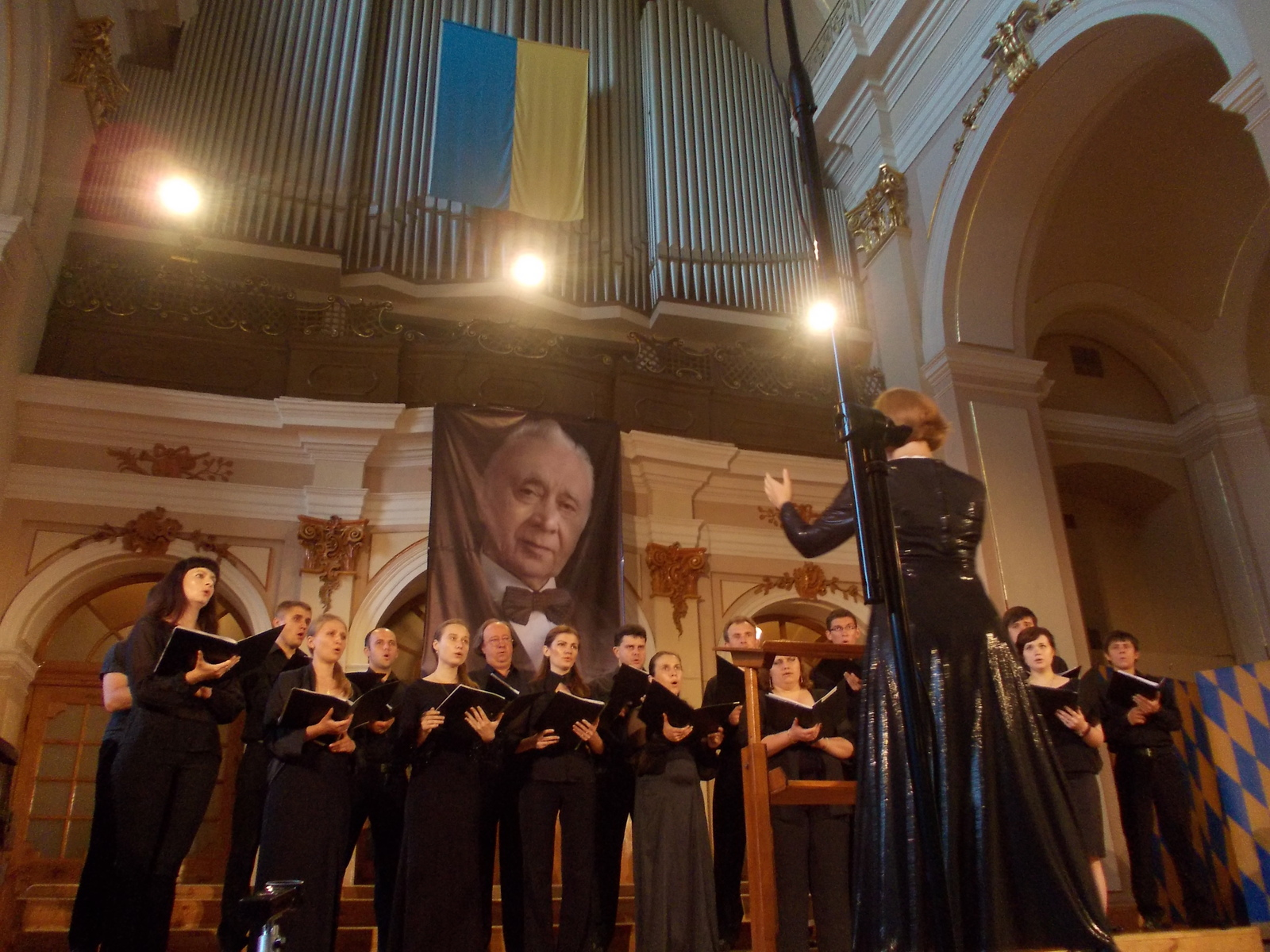
Coro a cappella che canta nella Sala
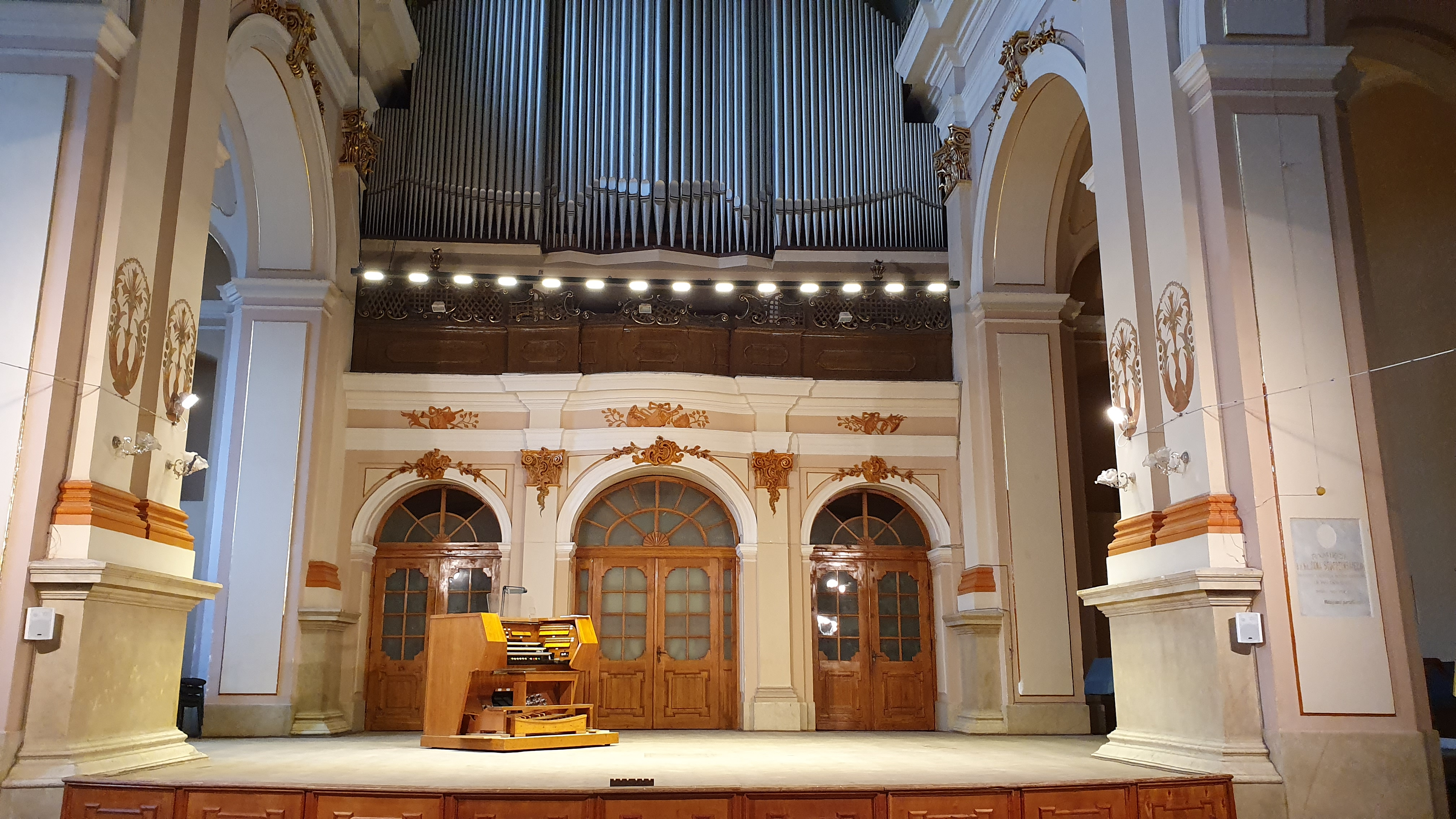
Vista frontale-interna della Sala